# Dran
Dran är en sjö i Varbergs kommun i Halland och ingår i Viskans huvudavrinningsområde. Sjön har en area på 0,114 kvadratkilometer och ligger 6,8 meter över havet. Sjön avvattnas av vattendraget Viskan. Vid provfiske har bland annat abborre, braxen, id och löja fångats i sjön.

## Delavrinningsområde
Dran ingår i det delavrinningsområde (635466-129180) som SMHI kallar för Ovan Skuttran. Medelhöjden är 40 meter över havet och ytan är 19,51 kvadratkilometer. Räknas de 101 avrinningsområdena uppströms in blir den ackumulerade arean 2 055,03 kvadratkilometer. Avrinningsområdets utflöde Viskan mynnar i havet. Avrinningsområdet består mestadels av skog (64 procent) och jordbruk (21 procent). Avrinningsområdet har 0,11 kvadratkilometer vattenytor vilket ger det en sjöprocent på 6,1 procent.

## Fisk
Vid provfiske har följande fisk fångats i sjön:
- Abborre
- Braxen
- Id
- Löja
- Mört
- Ruda